# Halecium kofoidi
Halecium kofoidi is een hydroïdpoliep uit de familie Haleciidae. De poliep komt uit het geslacht Halecium. Halecium kofoidi werd in 1902 voor het eerst wetenschappelijk beschreven door Torrey. 